# Felipe Llavallol
Felipe Llavallol (Buenos Aires, 26 de diciembre de 1802 - 4 de abril de 1874) fue un militar y político argentino que llegó a ser Gobernador de Buenos Aires

## Biografía
Su padre, don Jaume Llavallol i del Riu, había llegado desde Cataluña, Reino de España y se dedicaba al comercio. Llavallol desarrolló y culminó sus estudios y se dedicó a la misma actividad que su padre a través de la cual se hizo dueño de una considerable posición económica y ello le permitió incursionar con éxito en los medios políticos, y en la sociedad de su tiempo.

## Carrera política
En 1852 fue instituido diputado de la independiente Provincia de Buenos Aires y luego Presidente de la Cámara de Diputados. Fue Ministro de Hacienda de la Gobernación, luego senador y presidente de la Cámara entre 1854 y 1856.
Fue miembro de la Comisión Filantrópica, presidente de la Bolsa de Comercio, y en 1857 fue presidente de la Sociedad Camino de Hierro de Buenos Aires al Oeste, es decir, del primer ferrocarril argentino que circuló entre la actual Plaza Lavalle y Floresta.
Fue elegido vicegobernador en 1858, y tras la renuncia de Valentín Alsina como consecuencia de la batalla de Cepeda de 1859 fue designado Gobernador, cargo que ejerció hasta el 3 de mayo de 1860, entregando la gobernación a Bartolomé Mitre.
En su nombre se ha fundado la ciudad de Llavallol, perteneciente al partido de Lomas de Zamora, y su respectiva estación de ferrocarril.